# Station scientifique de Saint-Eugène

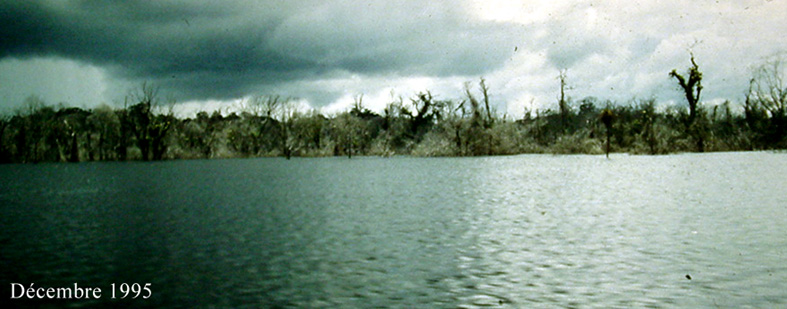
Aspect dune grande île de la Forêt grise, noyée par la montée des eaux induites par le barrage, en aval de la station scientifique de Saint-Eugène(décembre 1995)

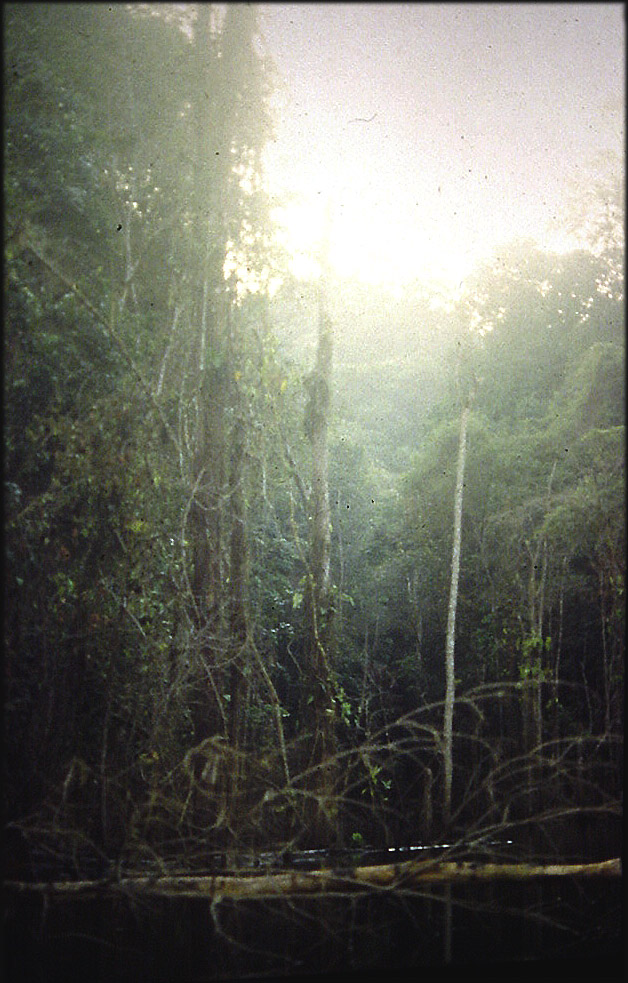
Crique (rivière) à demi-obstruée par les arbres morts lors de la montée de l'eau du réservoir

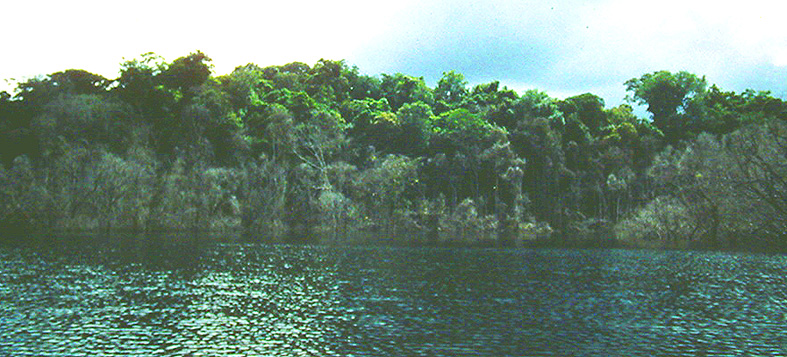
île et sa ceinture d'arbres morts peu après la mise en eau de la retenue du barrage, où les chercheurs ont pu étudier les effets de l'insularisation écologique par l'eau

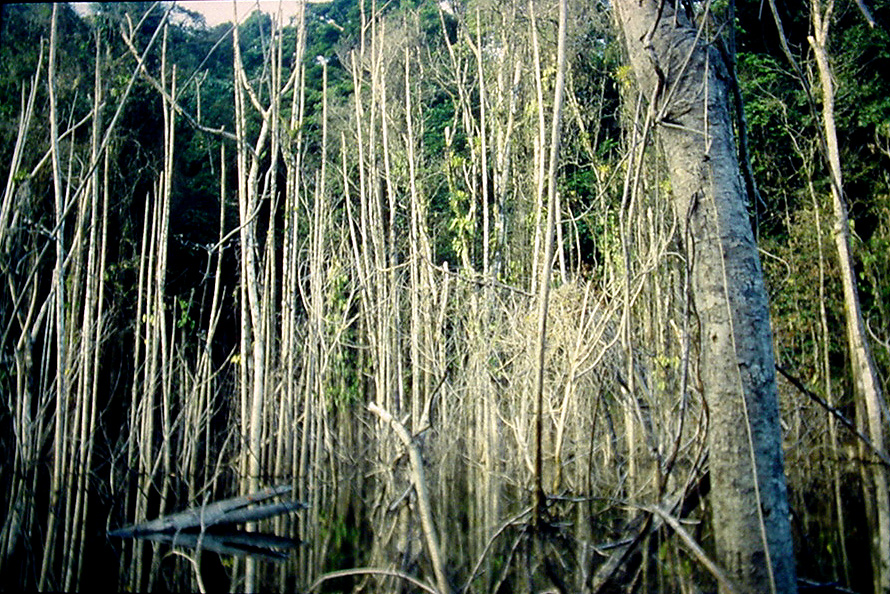
Rideaux de jeunes arbres morts en bordure du barrage, sur la zone de marnage

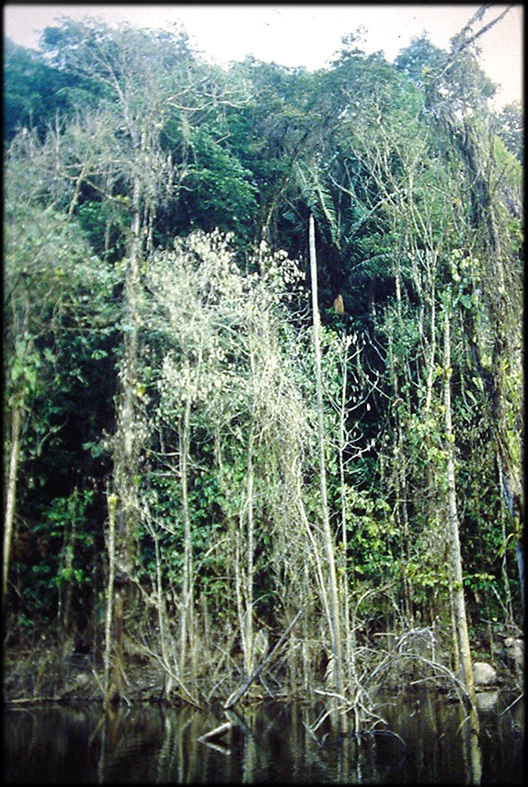
Rive droite du Courcibo, non loin du camp de la station du Muséum

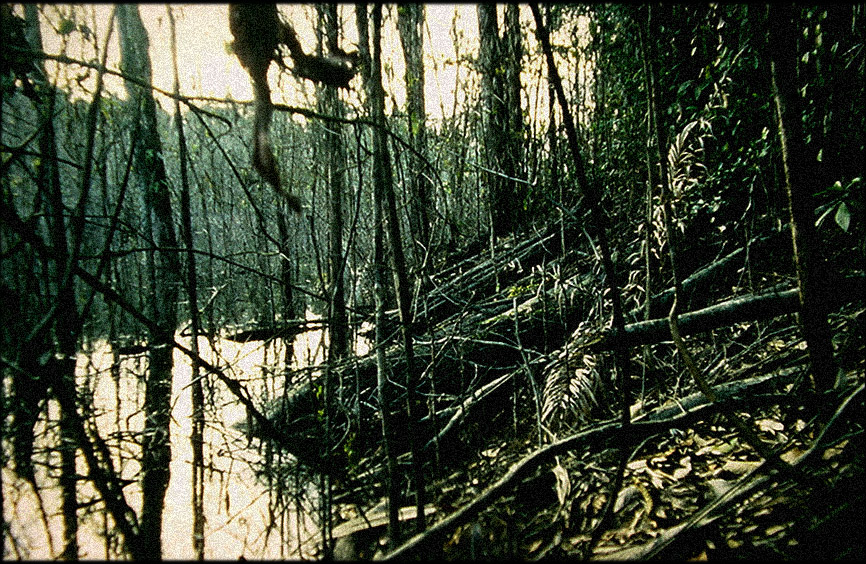
Enchevêtrement de bois mort sur la zone de marnage de la retenue (site autrefois située à environ 30 m au-dessus du fond de vallée) : Dans un premier temps, malgré la lumière et un sol humide et riche en matière organique, les plantules n'ont pas le temps de germer et de grandir ; elles sont exposées à l'air chaud qui les déshydrate en saison sèche et/ou elles sont noyées lors de la saison des pluies. Après quelques années, une lisière cicatricielle se forme et protège le cœur de forêt de la déshydratation

Parcours du fleuve Sinnamary qui irrigue et draine le territoire étudié par la Station scientifique de Saint-Eugène

La station scientifique de Saint-Eugène est l'une des stations de recherche scientifique de terrain situées en Guyane et relevant du CNRS et du Muséum national d'histoire naturelle. Elle est installée au cœur de la forêt du plateau des Guyanes aux environs de Sinnamary et de Saint-Élie, en bordure de la partie amont de la retenue du barrage de Petit-Saut, dans le Bassin du Sinnamary. Ses installations de bases sont établies sur les berges d'un affluent de la rivière Koursibo (ou Courcibo), qui se jette dans le fleuve Sinnamary.
Cette station a été initialement créée (en 1993) pour étudier les effets du Barrage de Petit-Saut, puis observer les écosystèmes, en lien avec la proche réserve naturelle nationale de la Trinité, et de manière plus générale contribuer à mieux comprendre les forêts décidues humides tropicales et subtropicales, denses, ombrophiles et sempervirentes (l'un des deniers échantillons relativement intègre et de grande taille de forêt tropicale au monde selon Skole & Tucker (1993) et Turner & Corlett (1996), même s'il a depuis les années 1980 subi quelques constructions de routes, lignes HT et les effets négatifs de l'orpaillage.

## Dénomination
Le nom « Saint-Eugène » provient du nom d'un ancien camp d'orpailleurs (site aujourd'hui immergé, mais figurant sur l'ancienne carte IGN de 1983 b  en aval (4° 50' 56" N, 53° 04' 24" W) de la crique Saint-Eugène). 

Ce camp était implanté sur le cours inférieur de la rivière Courcibo. 

## Histoire
La Guyane et son bassin du Sinnamari était très habitée par les populations amérindiennes de l'époque précolombienne jusqu'à l'arrivée des colons blancs il y a 2 siècles. Depuis la pression anthropique a été faible dans ce secteur, hormis lors des «ruées vers l'or» (1886-1940, années 1980 puis lors de la construction du barrage et avec le retour des orpailleurs en 1997.
Quand EDF a envisagé de construire un barrage hydroélectrique à Petit-Saut, au cœur de la forêt tropicale pluvieuse de Guyane, il a fallu faire des relevés et sondages géographique, climatiques, géologique, etc., mais aussi préparer un état initial et une étude d'impact, ainsi que des mesures compensatoires et accompagner certaines mesures conservatoires. 

Ces études ont généralement été confiées au MNHN, à l'INRA (qui avait une base à Kourou), à l'IRD, à l'ORSTOM, en lien avec l'ONC (devenu ONCFS) qui ont rapidement eu besoin de campements en forêt.
Les travaux scientifiques conduits à partir de la station de Saint-Eugène ont commencé après le choix du lieu d'implantation du barrage ; ils n'ont donc pas influencé le positionnement géographique du barrage lui-même.
Après une période de recul de l'orpaillage illégal, la surveillance s'est relâchée, et la situation s'est à nouveau dégradée (mettant à partir de 1997 en péril l'activité des scientifiques et parfois leur sécurité)

## Choix du site
Les chercheurs du Muséum national d'histoire naturelle avaient besoin d'un site répondant à plusieurs critères : le lieu devait être sur le bord d'une crique (terme désignant une rivière en Guyane), sécurisé (pas de risques d'effondrement ou glissement de terrain, ni d'inondation (en saison des pluies ou à la suite de la mise en eau du barrage), si possible non-infesté par les moustiques et offrant de l'eau eau potable toute l'année. Les risques de chutes d'arbres, de branches ou de gros fruits sur le campement devaient être maitrisables. Le site devait être assez facilement accessible avant et après la montée des eaux. Il fallait qu'il soit implanté en bordure du lac de barrage mais dans une zone assez éloignée du barrage lui-même (en effet, après plusieurs années de travaux de terrassement, de construction et de chasse destinée à alimenter les ouvriers en viande de brousse moins chère que les aliments proposés par le commerce, l'écosystème est le plus perturbé juste avant et juste après le barrage lui-même). 
Enfin et surtout, pour les besoins des chercheurs, le site devait donner un accès aussi immédiat que possible à un archipel d'îles et îlots créés par l'enneigement de la zone, avec des îlots de taille variée et assez isolés les uns des autres et de la forêt non-inondée, jouxtant un secteur témoin de forêt non-fragmenté (« terre ferme » où l'écosystème a conservé son intégrité écologique) et assez facilement accessible et non chassé, non cultivé, non exploité, de manière qu'il abrite des populations animales, végétales et fongiques aussi « intactes » que possible. Les scientifiques parlent plutôt de forêt-témoin que de forêt primaire, car on estime qu'avant l'arrivée des colons blancs, la Guyane abritait environ 6 millions d'amérindiens, principalement établis le long des fleuves et de la côte.
Le site dit de Saint-Eugène, après une mission de protection en Guyane et l'étude des cartes de simulation de mise en eau du barrage faites par l'Institut géographique national pour EDF, a été retenu en 1992 par G Dubost, C Erard et J Lescure, alors responsables du projet de station. Situé à 30 km en amont du barrage et à 57 km du littoral atlantique, accessible en pirogue (à deux heures de pirogue rapide du barrage EDF) ou hélicoptère, et il a depuis les années 1990 accueilli un grand nombre de chercheurs et d'étudiants. Il est situé sur le Courcibo, un affluent important de la rive gauche du fleuve Sinnamary ;  « en amont de la crique Fou et en aval de la crique Pénitencier encore nommée crique Deux Embouchures, et à proximité de la crique Saint-Eugène (4° 51' 12" N, 53° 04' 10" W) »
Il comprend une zone de forêt sur terre ferme, de nombreux cours d'eau et zones humides, un archipel d'îles et une grande portion de fleuve (principalement située entre le Saut Kawène (aval) et la crique Saint-Eugène (amont). La crique Saint-Eugène et la crique Bonne Nouvelle délimitent le secteur au sud et à l'est, se rejoignant en délimitent une parcelle forestière d'environ 10 km2 (soit 1 000 ha) reliée à la terre ferme par un isthme large de 700 m environ (sur lequel la station du Muséum a été installée à 200 m de l'extrémité amont d'une petite crique inondée (sur sa rive gauche) dont le relief est beaucoup plus plat que sur la rive opposée marquée par une succession de crêtes atteignant 170 m d'altitude, soit environ 130 m au-dessus du niveau du lac).

## Climat
La station est exposée à un climat équatorial pluvieux, chaud et théoriquement humide (hygrométrie moyenne 80 à 90 % sauf sur les inselbergs et sur le lac de barrage où la mort des arbres et l'ensoleillement et le vent ont un puissant effet desséchant). La température moyenne de 26 °C (21 à 31 sous abris, selon la saison) et le site reçoit 2 500 à 4 000 mm d'eau par an avec une saisonnalité très marquées des pluies, fortes et fréquentes de décembre à juin (avec un pic en mai) et une période sèche de juillet à novembre. 

En mars la saison pluvieuse et interrompue par « petit été », plus ou moins intense selon l'année (Remarque : Boyé et al. (1979) rappellent que les précipitations varient significativement sur le territoire guyanais, diminuant du Sud-ouest vers le nord-ouest).

## Intérêt écologique
Ce site offre la possibilité d'étudier sur plusieurs décennies (voire plus) les effets de la fragmentation forestière par l'eau et les effets artificialisants d'un barrage en forêt équatoriale : Les trois grandes branches du lac de retenue de Petit-Saut couvrent en effet une immense zone de 40 km de long sur environ 465 km2 dont 100 km2 environ sont constellées d'îles et d'îlots apparus après la montée des eaux, certains de ces îlots n'apparaissant que le temps de la saison sèche ; la profondeur moyenne de la retenue est de 10 m environ, mais localement des arbres adultes debout y ont été entièrement submergés. Le courant y est très faible ce qui facilite les observations naturalistes diurnes et nocturnes.
Les chercheurs comme Blake, 1997 et Claessens observent que dans les années 1990, aucune végétation macrophyte flottante équatoriale n'a pas spontanément colonisé la surface du lac de Petit Saut, alors qu'on peut penser que des propagules sont apportées d'ailleurs par le vent et les oiseaux migrateurs. On aurait pu craindre notamment l'apparition de tapis de salvinia molesta ou de la Jacinthe d'eau déjà présente en Guyane (et sur de nombreuses retenues de ce type au Surinam et Brésil proches, ou en Afrique), ces plantes étant généralement très envahissante sous ce type de climat.
Par contre un milieu nouveau pour la région (mais peu présent sur le site de Saint-Eugène) est apparu dans la région centrale de la retenue de Petit-Saut (détectés à partir de novembre 1994 quand le niveau de l'eau (devenue eutrophe) y a atteint 31 m) et près de l'embouchure de la crique Bonne Nouvelle, il s'agit de « radeaux flottants » d'herbacées (Ptéridophytes, Cypéracées, Poacées et d'hydrophytes, souvent des espèces pionnières typiques des savanes de Guyane) croissants en plein-soleil sur du bois-mort assez peu dense pour flotter. Certains de ces radeaux s'étalaient sur des centaines de mètres carrés. Ils perdurent quelques années avant de couler et constituent à eux seul un écosystème méritant d'être mieux étudié, notamment pour son interface subaquatique. Ce milieu a fait l'objet d'une étude publiée par Gérard Blake, de l'université de Savoie (publication 1997). Ces radeaux sont colonisés par quelques espèces animales, volantes (libellules) ou connues comme espèces pionnières ; Parmi les Odonates figurent des Calopterygidae, Coenagrionidae et Libellulidae). La fourmi Dacetones amigerum y a été observée, ainsi que des chenilles de Saturnidés, des Diptères (Muscidae, Chironomidae, Limoniidae) des iules et diverses arachnides. Sous l'eau ils sont couverts d'un biofilm riche en bactéries et microorganismes (périphyton). On sait depuis longtemps que de tels radeaux augmentent généralement la biodiversité (et contribuent parfois au déplacements dans l'espace de propagules et de biocénoses complètes).
La région de Petit-Saut est maintenant caractérisée par une nouvelle immense zone de marnage. 
Cet écotone délimite une zone ombrophile et humide (forêt) et une zone parfois très chaude et sèche (sol et litière en décomposition exposés au soleil et au vent) ; il est mouvant dans l'espace et selon la saison. Il couvrant environ 120 km2 (soit 25% environ de la surface totale de la retenue), large parfois de plusieurs dizaines de mètres et s'étendant sur 2 000 à 3 000 km de nouvelles berges. Là les chercheurs peuvent observer la mort et la décomposition des végétaux  qui ne supportent pas l'immersion et la recolonisation du sol par d'autres espèces.
Vers 1994-1996, en périphérie et sur certaines îles jamais inondée par le lac de barrage, ce territoire abrite un échantillon représentatif des espèces de la région, et en particulier d'espèces qui dans d'autres zones ont déjà régressé ou disparu du fait de la chasse ou du braconnage ; gros oiseaux terrestres (ex : Grand Tinamou Tinamus major, Agami Psophia crepitans, Marail Pénélope marail, Hocco Crax alector), des grands perroquets menacés (aras, amazones) et de très nombreux mammifères (dont Tapir, pécari et de nombreux singes dont l' Atèle) qui constituent les principaux gibiers en Guyane et qui ont pu, ici, être étudié dans un environnement moins perturbé. La pression de braconnage a ensuite réapparu, corrélativement au retour des orpailleurs.

## Richesse en habitats forestiers
Globalement les chercheurs de la station ont un accès facilité et privilégié à différents habitats forestiers. 
outre un accès toujours possible par des moyens de type  radeau des cimes, et quelques moyens d'observations installés dans les arbres même, et plus exceptionnellement par des missions déposées par hélicoptère, c'est la mise à disposition d'embarcations et la création d'un maillage de layons entretenus annuellement qui permet le travail constant des chercheurs (durant leurs périodes de mission). 
Trois grands types de forêt équatoriale se côtoient là. En quelques années les chercheurs y ont identifié plus de 500 essences d'arbres différentes, rien que sur le territoire submergé par du lac de retenue de Petit Saut, et notamment dans les zones originellement marécageuses (extrêmement riches en espèces).
Les 3 grands types de forêts sont : 
1. la forêt marécageuse, détrempée ou périodiquement inondée, le long des cours d'eau et dans les bas-fonds, où l'on trouve notamment des « pinotières » milieux dominés par les palmiers pinots (Euterpe oleracea), et les « pripris » (zones densément couvertes d'herbacées et d'arbustes héliophiles et hygrophiles sur berges périodiquement inondées (Birnbaum, 1996) ;
2. la forêt ombrophile de terre ferme de basse altitude, parmi les plus riches du monde en biodiversité spécifique avec une canopée moyenne de 30 à 40 m de haut ponctuée d'arbres dits émergents. Hors chablis, le sous-bois y est clair et des layons permettent de s'y déplacer facilement sans trop de risque de se perdre. On y trouver notamment des palmiers du genre Astrocaryum et des lianes diversifiées et parfois très épaisses ;
3. la forêt sur cuirasse latéritique. Croissant sur les crêtes et plateaux, souvent directement sur la roche-mère latéritique rouge, ferrugineuse, riche en aluminium et acide. Ces boisements sont plus pauvres en espèces, les arbres y sont plus petits et le étages du sous-bois y semblent moins structurée avec parfois un aspect broussailleux donné par les amas et entrelacs de fines lianes qui limitent la pénétrabilité de ces massifs.

## Missions
De par sa position géographique, en complément du petit laboratoire dit « Laboratoire Environnement de Petit Saut (Hydréco) » chargé du suivi de nombreux paramètres, notamment physico-chimiques liés aux effets du barrage, la station a contribué à de très nombreuses études nécessitant des observations, expérimentations et mesures effectuées in situ, dont par exemple :
- inventaires naturalistes (de la faune, de la flore, des lichens, de la fonge et de divers types de microbes[17], études qui ont notamment conduit à la création d'une réserve naturelle) ;

- études d'impacts du barrage EDF ; et évaluation ou proposition de mesures conservatoires et de mesures compensatoires ;

- suivi (de cinq ans) avant que le barrage soit terminé de ses effets, jusqu'à sept années après au minimum, en lien avec EDF[18]  ;

- études des effets de la fragmentation écopaysagère et de la fragmentation forestière induites par la montée des eaux dans cette région, caractérisée par un relief en peau d'orange, sur les grands mammifères[19] et sur les petits mammifères, en fonction notamment de leur degré de dépendance au milieu forestier[20]

- études écotoxicologiques  ;

- étude des émissions de sulfure d'hydrogène, de dioxyde de carbone et de méthane (puissant gaz à effet de serre) par le lac de barrage[21],[22],[23], par diffusion directe de la surface de l'eau du lac vers l'atmosphère et par remontée de bulles ; étude de bilan carbone et notamment des pertes de carbones du réservoir après la mise en eau[24]. Ces travaux ont notamment mis en évidence une incidence de la méthanisation sur l'anoxie (un suivi périodique de ces deux paramètres est effectué sur place [25]) ;

- étude des modifications de l'hydrodynamisme induites par le barrage[26]., et de la physicochimie de l'eau[27],[28],[29].

- étude de la dégradation de l'eau induite par l'ennoiement de la forêt et la putréfaction de millions de tonnes de matière organique sous l'eau[30], sur la zone inondée mais aussi en aval[31] avec par exemple une augmentation de la turbidité de l'eau, associée à des effets biologiques différés dans l'espace et le temps, mesurables jusque dans l'estuaire[32],[33],[34],[35] ;

- études des effets de l'anoxie (sur les poissons notamment) induite par la montée des eaux du barrage dans environ 6 500 ha de forêt forêt non coupée et morte noyée (dite forêt grise ou forêt fantôme en raison de son aspect paysager lors de la mise en eau : Trois mois après le début de la mise en eau (en mai 1994) 50% des arbres en partie noyés avaient encore des feuilles vertes, mais en septembre 1994 la défoliation était presque totale ; n'y persistaient que quelques plantes épiphytes (broméliacées et orchidées essentiellement) ; Et très peu de champignons lignicoles semblaient survivre ou s'installer sur le bois exposé au soleil et à sa réverbération sur la surface du lac ;

- étude des effets du barrage sur des espèces a priori très mobiles comme les oiseaux[36] ou souvent moins mobiles ou vulnérables face à l'inondation comme les reptiles terrestres[37] ;

- étude des effets du barrage sur les écosystèmes aquatiques locaux[38]

- compléments scientifiques sur les effets de l'orpaillage légal ou illégal[39] (et de la pollution mercurielle induite, notamment étudiée depuis 1997 par un programme de recherche interdisciplinaire CNRS/PEVS dénommé « Mercure en Guyane ») et devant conduire à une cartographie, à partir d'une espèces bioindicatrice (Hoplias aïmara)[40]. Les scientifiques de la station apportent aussi des informations connexes d'intérêt archéologique pour l'histoire des amérindiens de Guyane (qui semblent avoir disparu de ce secteur environ deux siècles avant la construction du barrage, mais après une présence continue depuis la période précolombienne)[41], la géologie, la minéralogie, la météorologie, la géographie de la région, etc. ;

## Infrastructure
La station (le camp) est constitué de 3 bâtiments très simples (carbets d'environ 40 m2 chacun, construits d'abord sommairement en 1994 car on ignorait exactement quel niveau l'eau allait atteindre en montant). Ils ont peu à peu été consolidés ou techniquement améliorés, situés à environ 200 m de la limite haute d'inondation par le barrage. 
Ces carbets permettent d'accueillir et protéger des pluies parfois longues et abondantes une quinzaine de scientifiques. Ces derniers étaient autrefois conduits sur site en pirogue, avec une réserve de nourriture. Des hélicoptères sont aujourd'hui aussi utilisés. On y dort dans des hamacs protégés par une moustiquaire. 

L'eau nécessaire à la cuisine et à la vie du camp est prélevée dans le petit cours d'eau vive qui longe la station (Crique Camisa). 
Un groupe électrogène permet d'alimenter l'installation en électricité.
Les scientifiques disposent pour chaque mission d'un matériel scientifique léger, ainsi que d'embarcations motorisées pour circuler sur le lac et les cours d'eau de la région.

## Prospective
La station de St. Eugène s'inscrit dans le réseau des sites ateliers du CNRS décliné en forêt guyanaise. Elle le fait en complément de deux autres stations de recherche : 
1. la station des Nouragues du CNRS (UPS 656) en pleine forêt intacte ;`
2. la station de Paracou, géré par le CIRAD-forêt, pour étudier la forêt exploitée (et proche d'une route).

Cependant la pression écologique, cynégétique (braconnage) et l'insécurité induites par l'explosion de l'orpaillage dans la grande région amazonienne, dont à proximité de la station de Saint-Eugène, est un problèmes qui rend la recherche en forêt plus difficile.
En 2002, Pierre-Michel Forget et Jean-Marc Pons, deux chercheurs du Muséum impliqués depuis longtemps dans la vie de cette station, ont co-publié un travail intitulé « Perspectives de recherches et futur de la Station de Saint-Eugène » concluant que le sujet des impacts de la fragmentation forestière est plus que jamais d'actualité dans le monde, et alors que très peu de travaux de long termes existent ailleurs à une telle échelle biogéographique et avec un état écologique initial dressé avant la fragmentation. Ils plaident pour un développement de la nation, qu'ils jugent d'intérêt international, mais ils insistent aussi sur le besoin urgent de faire respecter la législation, vis-à-vis des orpailleurs notamment dans la région. Dans un autre article, Pierre-Michel Forget suggère de ne pas sous-estimer l'importance des pressions anthropiques locales, ancienne et modernes
Entre 2017 et 2023 une nouvelle programmation pluriannuelle de l'énergie (PPE) doit se décliner localement en Guyane, une région qui en raison de sa démographie et de son développement a besoin de toujours plus d'électricité  (PPE publiée dans le contexte d'un besoin de transition énergétique, de craintes vis-à-vis du réchauffement climatique, alors qu'un mouvement social de grande ampleur animait le département, et pendant que le projet très polémique Montagne d'or suscite de vifs débats). 
La Guyane aura probablement encore longtemps besoin des scientifiques pour mieux connaître, comprendre et protéger son patrimoine naturel, et cette station est particulièrement bien située pour y contribuer.